# Тернопільська обласна організація Національної спілки художників України
Тернопільська обласна організація Національної спілки художників України — структурний підрозділ Національної спілки художників України. Створена 20 грудня 1983 року.

## Голови
- Євген Удін — 1983–1992 рр.
- Богдан Ткачик — 1992–2000 рр.
- Ігор Дорош — від 2000 р.

## Історія
У 2007 році об'єднувала 57 митців, творчість яких охоплює всі види образотворчого мистецтва: монументальний і станковий живопис, скульптуру, графіку, декоративно-прикладний, театральний дизайн. 1-е художньо-виробниче об'єднання в Тернополі — Товариство Художнього фонду України (створене 1952).

## Діяльність

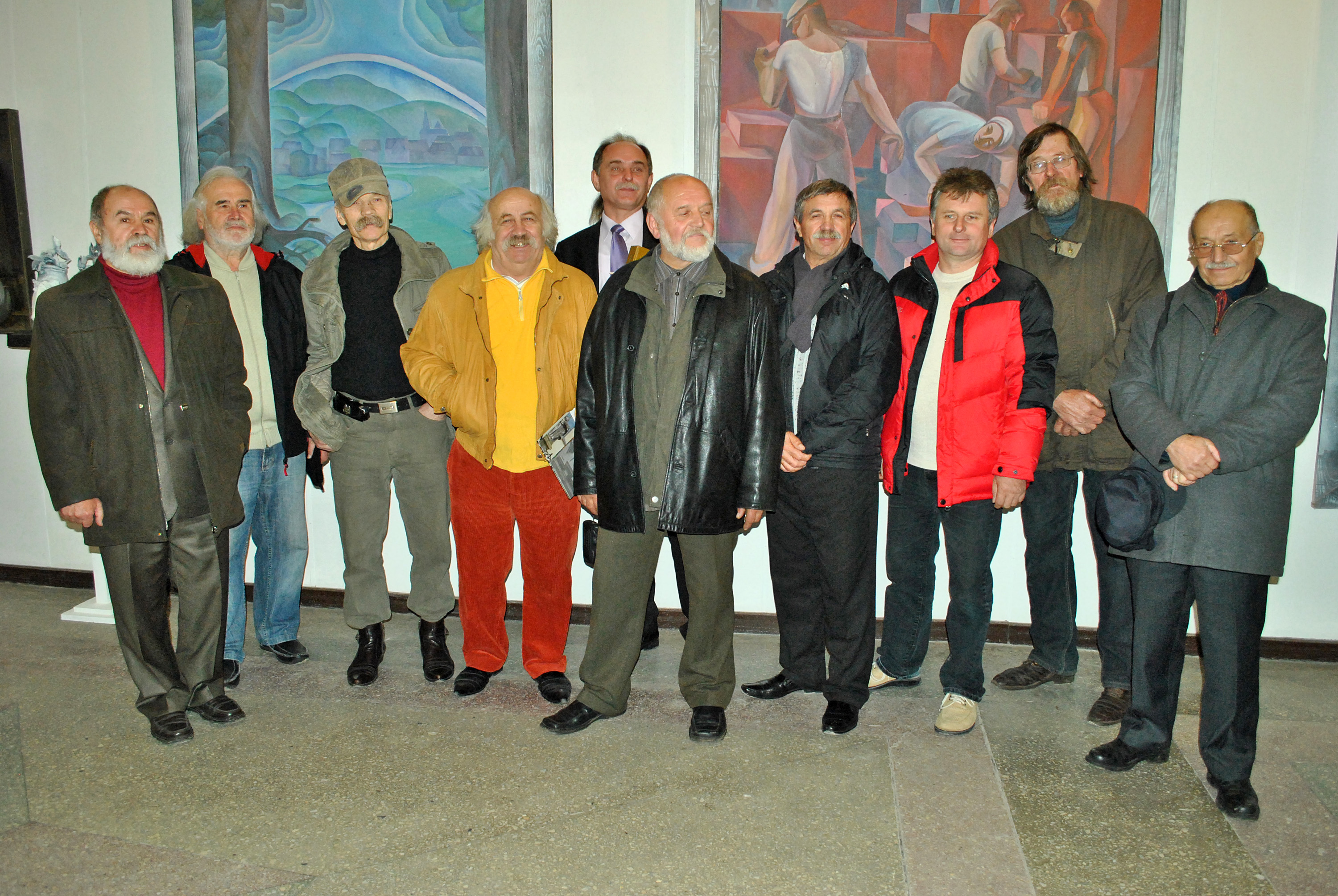
Тернопільські художники на виставці Михайла Бойчука в Тернопільській картинній галереї 30 жовтня 2012 року

На початку 1960-х років організовано збірні виставки самодіяльних і професійних митців, приурочені до певних державних дат того часу. У 1971 році в місті проживали члени Спілки художників СРСР — головний художник драмтеатру С. Данилишин, мистецтвознавець Тамара Удіна, графік Євген Удін. 1983 новостворена обласна організація об'єднувала 20 художників. Заслужені художники України — Євген Удін, Володимир Мельник, Богдан Ткачик, заслужений діяч мистецтв України — Казимир Сікорський, заслужений працівник культури України — Ігор Дуда.
У ТОО НСХУ утворилися мистецькі гурти «Хоругва» (1989), «Фіра» (1993—1996).
Тернопільські митці — учасники зональних, всеукраїнських, зарубіжних, міжнародних виставок, зокрема 1994—1995 — до ювілею Ю. Словацького, виставки творів Олени Арутюнян, Миколи Пазізіна, Євгена і Тамари Удіних в містах Ряшів, Люблін, Перемишль, Ярослав (усі — Польща); 1995  — виставка гурту «Хоругва», Ганни і Богдана Ткачиків, Дмитра Шайноги у м. Братислава (Словаччина); — персональні виставки — графіки Миколи Дмітруха у м. Ряшів (2002), живопису Михайла Піпана у містах Мілан, Падуя (Італія; 2003—2004) та інші. Лауреати міжнародних виставок «Осінній салон» Тетяна Витягловська, Микола Дмітрух, Григорій Лоїк, Петро Мороз.
Міжнародні пленерські симпозіуми: в Тернополі — декоративно-паркової скульптури «Медобори-89», «Медобори-90» та з питань пластики, у результаті яких місто оздоблено високомистецькими скульптурами; в Теребовлі зі скульптури (1993).